# Cyrtandra splendens
Cyrtandra splendens är en tvåhjärtbladig växtart som beskrevs av Charles Baron Clarke. Cyrtandra splendens ingår i släktet Cyrtandra och familjen Gesneriaceae. Inga underarter finns listade i Catalogue of Life.